# 론영양
론영양 또는 론앤틸롭(roan antelope, 학명: Hippotragus equinus)은 소과 힙포트라구스속에 속하는 사바나 영양의 일종으로 서아프리카와 중앙아프리카, 동아프리카 그리고 남아프리카에서 발견된다. 론영양은 영양 중에서 가장 큰 종의 하나이다. 머리에서 미부(尾部)까지의 몸길이는 190~240cm, 꼬리 길이는 37~48cm 정도이다. 수컷 몸무게는 242~300kg, 암컷은 223~280kg이다. 어깨 높이는 약 130~140cm 정도이다. 론영양이라는 이름처럼 론 색(roan, 밤색 또는 불그스레한 갈색)을 띠며 배 아래쪽으로 가면서 엷어지고, 흰 눈썹과 뺨 그리고 검은 얼굴을 갖고 있으며, 암컷은 좀더 연한 색을 띤다. 직모의 짧은 갈기와 아주 연한 턱수염 그리고 눈에 띄는 붉은 콧수염을 갖고 있다. 굽은 뿔이 나 있고, 수컷의 뿔 길이는 1미터에 달하며 암컷은 약간 작다. 뿔은 뒷쪽으로 약간 휘어진다.

## 기타
서울대공원 제3아프리카관에서 1984년에 론영양 3마리를 본테복과 합사해 사육했으나, 1991년부로 전원 폐사했다.